# École des hautes études en sciences sociales
École des hautes études en sciences sociales (Școala de Înalte Studii în Științe Sociale), acronim EHESS, este o instituție de învățământ superior cu sediul la Paris. Instituția a luat ființă în 1947 ca secțiune a École pratique des hautes études, de care s-a desprins în anul 1975.
Printre domeniile de cercetare ale EHESS se numără științele socio-umane (istoria, arheologia, antropologia, geografia, demografia, statistica, filosofia, sociologia, psihologia, științele economice, lingvistica, dreptul) etc. După noul model de învățământ superior LMD (Licență-Masterat-Doctorat), EHESS școlarizează studenți numai în ciclul II : 2.800/an, respectiv, în ciclul III, în Master: 2.600/an și Doctorat: 200/an, în majoritatea cazurilor în colaborare cu cele mai elitiste și reputate “Grandes Ecoles“ franceze : ENS (Școala Normală Superioară - Normale Sup), X (Ecole Polytechnique), Ponts (ParisTech), Télécom Paris. 
Școala eliberează și o diplomă specifică care permite accesul la concursurile naționale de “Capes“ (Titularizare în învățământul mediu), “Agrégation“  (Titularizare în învățământul mediu și primul ciclu universitar, respectiv, “Classes Prépas – Școli pregătitoare pentru concursurile de admitere în Școlile Superioare de Înalte Studii“), respectiv, pentru concursul de admitere la celebra școală de înalte studii administrative ENA (Școala Națională de Administrație) sau ENM (Școala Națională de Magistratură).
1. ↑   https://www.ehess.fr/fr/node/15005 Lipsește sau este vid: |title= (ajutor)